# Зальцбурзьке курфюрство
Зальцбурзьке курфюрство (нім. Kurfürstentum Salzburg) або Курзальцбург (нім. Kursalzburg), іноді також відоме як Велике герцогство Зальцбурзьке — курфюрство (електоральне князівство) Священної Римської імперії в 1803—1805 роках, недовговічна держава-наступник Зальцбурзького князівства-архиєпископства.

## Історія
У 1800 році територія Зальцбурзького князівства-архиєпископства була окупована французькими військами під час Війни другої коаліції, в результаті чого князь-архієпископ граф Ієронім фон Коллоредо втік до Відня. Збільшені за рахунок Берхтесгаденського пробства і частин колишніх князівств-єпископств Айхштетта і Пассау, його землі були реорганізовані в Зальцбурзьке курфюрство, створене для ерцгерцога Фердинанда Габсбург-Лотаринзького, молодшого брата імператора Франца II.

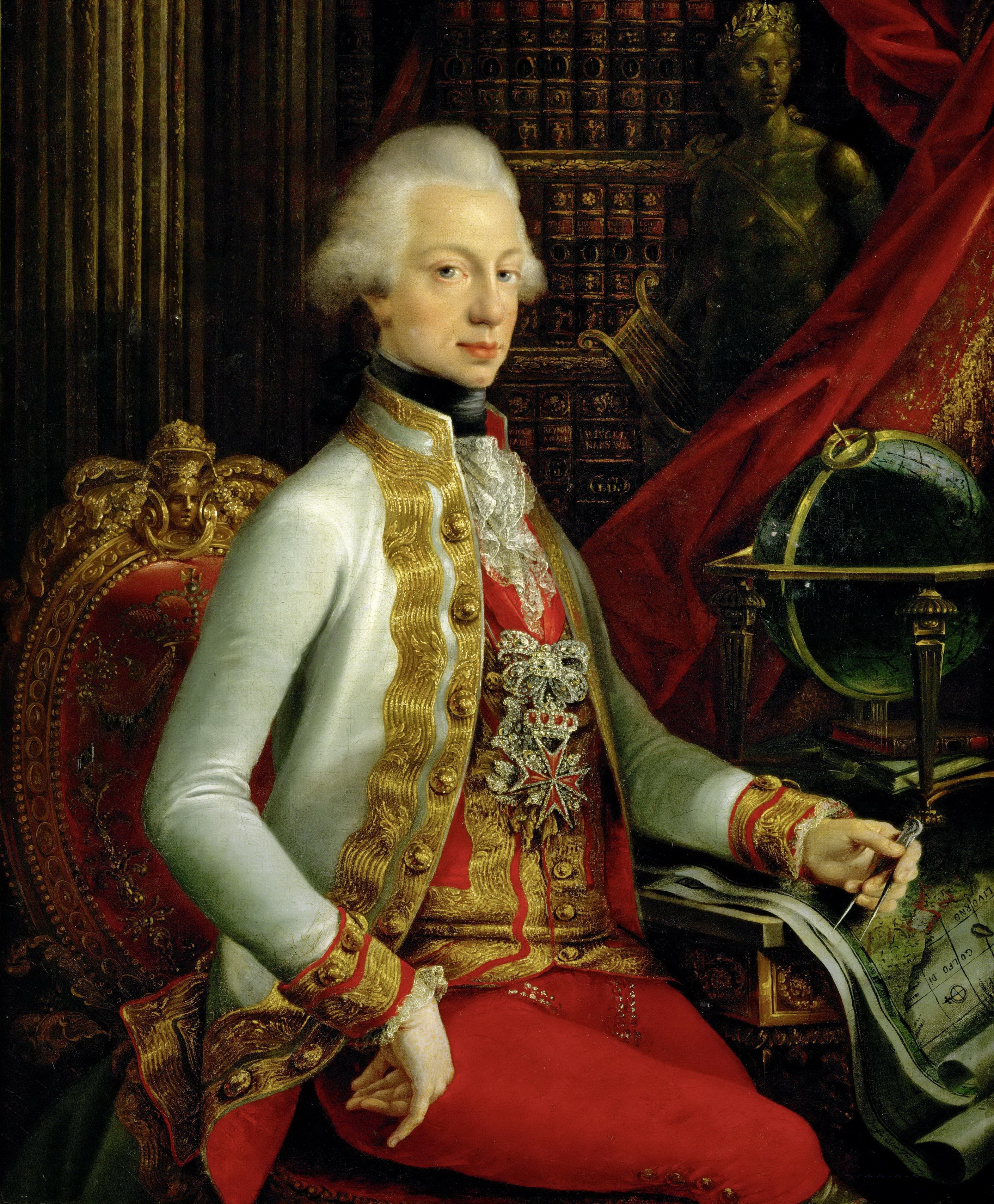
Фердинанд III Габсбург-Лотаринзький, великий герцог Тосканський

Фердинанд утримував Велике герцогство Тосканське до 1801 року, коли імператор Франциск згідно з Люневільським договором був змушений поступитися правлінням над Тосканою Франції та Людовіку Бурбон-Пармському. Великий князь, перебуваючи в хороших стосунках з Наполеоном, у грудні 1802 року отримав компенсацію у вигляді території  колишнього Зальцбурзького архієпископства. Секуляризація була завершена, коли принц-архієпископ Коллоредо, який перебував у своєму віденському вигнанні, формально подав у відставку на користь Фердинанда 11 лютого 1803 року. Через два тижні територія єпископату була секуляризована в рамках німецької медіатизації (Reichsdeputationshauptschluss).

Фердинанд виявився здібним правителем. Він заснував факультет медицини в Зальцбурзькому університеті та призначив видатного педагога Франца Міхаеля Фірталера для впровадження реформи освіти. Він також наказав покращити дороги через гірські перевали до Бад-Гаштайна, Санкт-Йоганна-ім-Понгау та Радштадта, тоді як його економічні реформи викликали опозицію з боку Зальцбурзьких гільдій. Коли в жовтні 1805 року французькі війська знову увійшли до країни під час Війни третьої коаліції, Фердинанд, як і його попередник архієпископ Коллоредо, був змушений залишити свою резиденцію і втікти до двору свого брата у Відні.

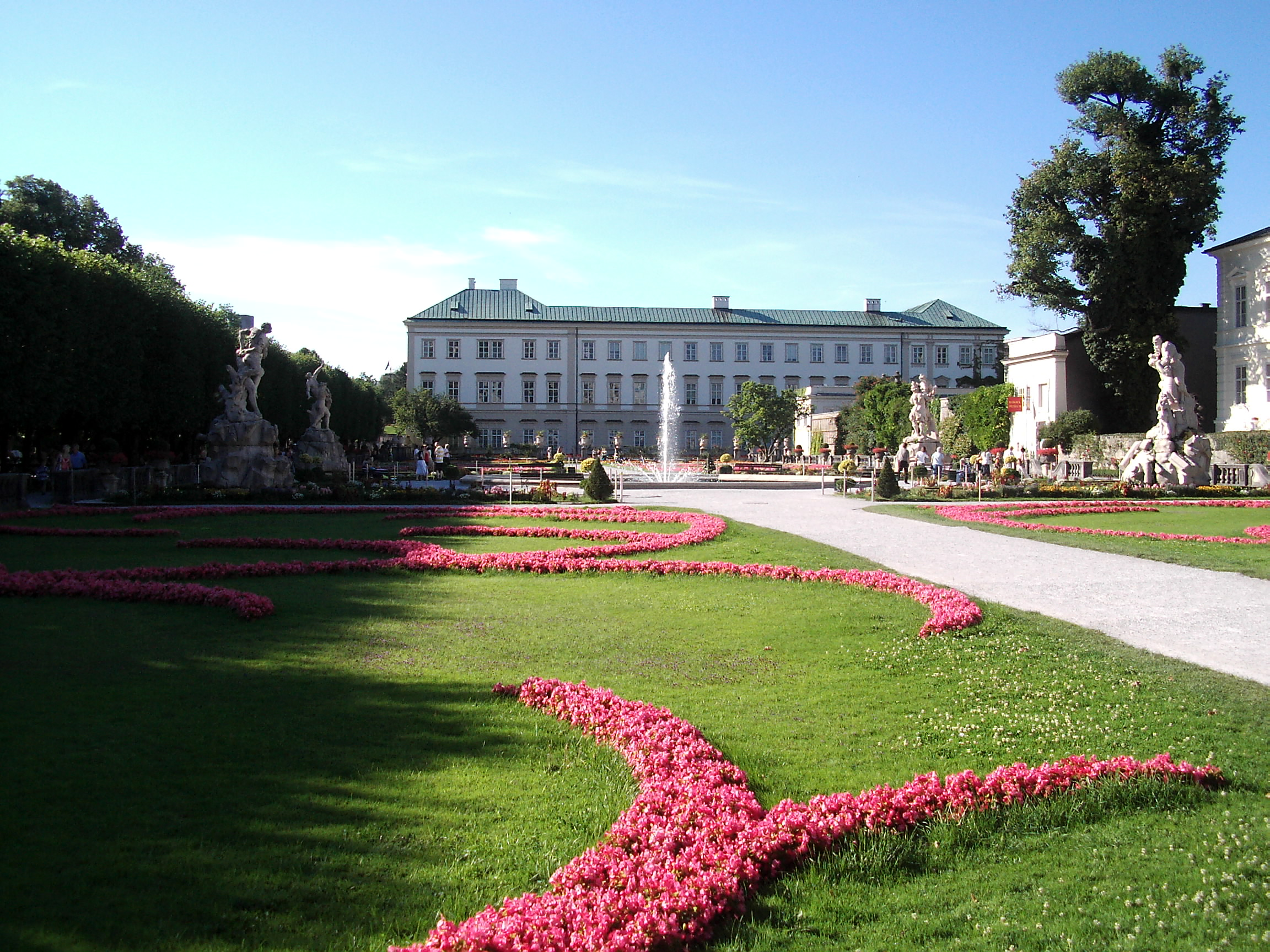
Резиденція Фердинанда Палац Мірабель в Зальцбургу

Після нищівної поразки Австрії в битві під Аустерліцем, Зальцбурзьке курфюрство було розпущено Пресбурзьким миром, підписаним 26 грудня 1805 року. Землі колишнього Зальцбурзького архієпископства з Берхтесгаденом відійшли до Австрійської імперії, тоді як території Айхштетт і Пассау були анексовані Баварським королівством. Фердинанд знову отримав компенсацію, цього разу новоствореним Вюрцбурзьким курфюрством.
З остаточним розпадом Священної Римської імперії в 1806 році курфюрство було відновлене як австрійське Зальцбурзьке герцогство, і Франциск додав «герцог Зальцбурзький» до свого титулу імператора Австрії. Проте Зальцбург залишався об'єктом інтересів і переговорів під час наполеонівських війн. Після Війни п'ятої коаліції він перейшов до Баварії згідно з Шенбруннським договором 1809 року, включений до округу Зальцах разом із тірольськими Кітцбюелем, Траунштейном і Рід-ім-Інкрайсом у 1810 році.
Зальцбурзький регіон був остаточно поділений між Австрією та Баварією за Паризьким миром 1814 року. З 1816 року більша частина на схід від річки Зальцах перебувала під управлінням Лінца в межах Верхньої Австрії, доки в 1850 році не було відновлено Зальцбурзьке герцогство.